# Авраам бар-Хия
Авраа́м бар-Хия Ганаси (или бен-Хия; ивр. אברהם בר חייא‎; Abraham bar Hiyya Ha-Nasi), также Abraham Judaeus (с лат. — «Авраам Иудей») и Савасорда (лат. Savasorda; от сахиб аш-Шурта = начальник стражей; араб. صاحب الشرطة‎; Ṣāḥib al-Shurṭa; 1065, Барселона — ок. 1140, по некоторым источникам — 1136, Прованс), — еврейский математик, астроном и философ из Барселоны. Первый автор научных и философских книг на иврите; разработчик научной терминологии на иврите. Первым в Европе дал полное решение квадратного уравнения. Переводчик с арабского языка на латынь, способствовал ознакомлению Европы с достижениями мусульманской математики и астрономии.

## Биография
Сын Хийи (Hiyya). Предположительно, часть жизни он провёл в городе Уэска, находящимся на тот момент в мусульманском эмирате Сарагоса. Там, под эгидой правителей из династии Худидов, Авраам бар-Хия занимал высокую полицейскую («шурта»; араб. شرطة‎) должность градоначальника (городского префекта) под арабским титулом ṣāḥib al-shurṭa (сахиб аль-Шурта; отсюда имя Савасорда, под которым он был известен в Западной Европе), по-латыни: Praefectus praetonanibus, отчего евреи прозвали его Ганаси («наси»; князь). Позднее проживал в Барселоне, в Каталонии.
Современником бар-Хии был выдающийся талмудист Йеуда бен Барзилай. Сохранилось покаянное письмо, написанное бар-Хией и адресованное бен Барзилаю, в котором бар-Хия упоминает галахический спор касательно границ применения астрологических вычислений к планированию действий человека. Из письма можно понять, что Авраам бар-Хия пытался отложить свадьбу одного из своих учеников, поскольку звёзды показывали неблагоприятные предзнаменования, тогда как неназванный оппонент считал такой подход противоречащим закону, поскольку в Торе существует заповедь, запрещающая гадание: запрет, который этот оппонент распространял и на астрологию. Из письма не следует, что оппонентом бар-Хии был сам Йеуда бен Барзилай, который и сам хорошо разбирался в астрологии, и, возможно, он был адресатом письма, поскольку, с одной стороны, он был выдающимся законодателем Барселоны и, с другой стороны, мог понять доводы Авраама бар-Хии. При сравнении трудов обоих учёных можно обнаружить в них почти дословно повторяющиеся пассажи, хотя выяснить, кто из них заимствовал у кого, на данный момент не представляется возможным.
Как учёный, занимался высшей математикой и астрономией и пользовался в этих науках авторитетом у духовных лиц и учёных современников всех вероисповеданий.
В его книгах упоминается, что во Франции не знают наук, из-за чего он нашёл необходимым написать для них книги на иврите. Умер в Провансе (ныне южная Франция), на тот момент входившего в состав Барселонского графства.

## Труды
Первый автор научных и философских книг на иврите, в частности, разработал научную терминологию на иврите, которой пользовались в дальнейшем еврейские философы Средневековья, такие как Авраам ибн Эзра и Маймонид. Автор четырёх сочинений по астрономии и календарным вычислениям. Первый автор, описавший систему Птолемея на иврите. Осуждая суеверные обычаи, основанные на незнании астрономии и законов природы, сам был поклонником астрологии, — подобно рационалисту Аврааму ибн-Эзре. Также внёс вклад в теорию музыки.

#### Сочинения
- «Основа мудрости и цитадель веры» (יסוד התבונה ומגדל האמונה‎) — энциклопедический трактат, посвящён арифметике, геометрии, оптике, астрономии и музыке. От него сохранились только небольшие фрагменты (коллекция манускриптов де Росси, № 1170; Берлинская, № 244; Мюнхенская, № 36; Бодлеянская, № 7)[2].
- «Трактат о геометрии» (חבור המשיחה והתשבורת‎; «Khibur ha-meshiha ve-ha-tishboret», «Хибур га-мешиха ве-га-тишборет»; букв. «Измерение объёмов и площадей»[7]; «лат. Liber embadorum») возможно является частью предыдущего сочинения. Переведён на латинский язык современником автора, Платоном из Тиволи, и издан в подлиннике Штейншнейдером в сборниках общества «Mekize Nirdamim» (т. XI, 1895)[2].
- «Форма земли» или «Вид земли» (צורת הארץ‎; «Цурат Гаарец») — географический и астрономический трактат о небесных кругах и образовании Земли[2]. В еврейском подлиннике с латинским переводом и с примечаниями Себаст. Мюнстера издан Освальдом Шрекенфуксом (Базель, 1546)[1], переиздан в 1720 году с новым комментарием[8][9]. В предисловии автор говорит о своём желании распространить научные знания среди евреев Франции, которым недоступны книги на арабском языке[2].
- «Вычисление движения звёзд» (חשבון מהלכות הכוכבים‎) — продолжение предыдущего трактата; на манускрипте примечания Авраама Ибн-Эзры[2].
- «Таблицы» (לוחות) — астрономические таблицы, именовавшиеся также «таблицами Албаттани», — автор следовал системе этого арабского астронома; их часто путали с однородными таблицами Ибн-Эзры[2].
- «Книга интеркаляции» ([вставки дополнительных дат] для еврейского календаря; «ספר העבור») — о календарных вычислениях и високосных годах, напечатана с рукописи Филипповским в Лондоне, 1851[2].
- «Размышления о душе» (הגיון הנפש‎) — книга по религиозной философии и этике, посвящена вопросам рационального обоснования моральной философии. Опубликована Фрейманом с биографией автора и исследованием С. И. Рапопорта (Лейпциг, 1860)[2].
- «Свиток открывающего», или «Свиток откровения» (מגילת המגלה‎), — философские размышления, а также вычисления прихода мессии на основании толкования Библии, особенно книги Даниила, а также астрологии[10]. Мессия ожидался в 1358 году[2], в котором его ожидали и более поздние авторитетные авторы, такие как Леви Бен Гершом[11]. Манускрипт хранится в Бодлианской библиотеке в Оксфорде; в печати книгу цитировали или упоминали И. Абрабанель в «Perusch ha-Thorah» (Bereschith) и некоторые другие[2].

#### Переводы
Совместно с Платоном из Тиволи в период 1134—1145 годов перевёл с арабского языка на латынь более десятка научных трактатов по математике и астрономии. Среди выполненных переводов — «Четырёхкнижие» Птолемея, «Сферика» Феодосия и трактат «О движении звёзд» ал-Баттани.

### Математика
Первый автор математических трудов на иврите. Первый в Европе описал полное решение квадратного уравнения вида {\displaystyle x^{2}-ax+b=0}. Оказал влияние на Фибоначчи. Одним из первых принёс в Европу достижения мусульманской математики — алгебры и тригонометрии. Сочинения Авраама переводились на латинский, пользовались влиянием и даже становились основными учебниками, особенно «лат. Liber embadorum» (перевод упомянутой выше «Хибур га-мешиха ве-га-тишборет»).
В трактате Авраама бар-Хия встречается новое доказательство связи между площадью круга S и длиной L окружности с радиусом R, которую можно выразить в современной записи как {\displaystyle L*R/2=S}. Сейчас это непосредственно вытекает из формул {\displaystyle 2*\pi *R*R/2=\pi R^{2}}. Доказательство Авраама носит геометро-механический характер: круг разрезается на тонкие концентрические кольца, которые распрямляются в прямые отрезки и укладываются в треугольник, с основанием равным длине окружности, и высотой равной радиусу. Предполагается, что когда кольца достаточно тонкие, ошибка при их распрямлении пренебрежима. Доказательство, тем самым, неявно использует элементы работы с бесконечно малыми величинами. Это доказательство довольно часто цитируется ранними комментаторами Талмуда.

### Философия
Философия Авраама бар-Хия является смесью неоплатонизма и аристотелизма, тем не менее, он утверждает, что философы истине научить не могут, а истинный источник знаний — Тора, из которой философы будто бы и черпали свои знания. Идеи Авраама бар-Хия оказали влияние на последующих авторов, в частности Нахманида и его последователей.

#### «Размышления о душе»
«Размышления о душе» (הגיון הנפש) — изложение нравственной философии в виде гомилий к отрывкам из книг пророков («Гафтара»; Haftaroth), читаемым в Йом-Киппур и «субботу покаяния». С жаром проповедника Авраам бар-Хия увещевает читателя вести жизнь чистую и благочестивую.

##### Творение и душа
Meтафизическую теорию он развивает только для обоснования своей морали. Она основана, как у Габироля, на идеях неоплатонизма. Материя, лишённая всякой реальности, нуждается в «форме», которая призвала бы её к бытию. Соединение материи и формы волей Бога, который переносит их из состояния потенциальности в состояние активности, и есть «творение».
И в материи, и в форме надо различать чистые и нечистые элементы. Есть очень высокие формы, не могущие соединяться с материей (ангелы и небесные существа); более грубые формы скорее тяготеют к материи.
Высший мир, озаряя лучами света низший, создаёт смесь материи с восприимчивой формой — первобытное tohu wabohu (хаос и пустыня; др.-евр. תוהו ובוהו‬; «tohu va-vohu», эти слова обычно переводятся как «безвидна и пуста» в Быт. 1:2); затем из чистой материи образуются небесные тела, а из нечистой — четыре земные стихии (земля, вода, огонь, воздух). Из этих двух комбинаций первая — постоянная, вторая — изменчивая. Но есть ещё третья комбинация: соединение формы с материей только на определённое время, по истечении которого форма отделяется и живёт в состоянии бестелесности; такова человеческая душа.
Мудрость направляет душу к высшему миру, к вечной чистой форме; глупость тянет её к нечистой материи низшего, преходящего мира — и в зависимости от этого каждая душа имеет свою судьбу.
Авраам бар-Хия развивает также иерархию форм (4): самодостаточная, неразрывно связанная с материей, перемещающаяся от материи к материи и временно прикреплённая к телу. Последний вид материи и есть человеческая душа, которая возвращается после смерти в мир ангелов, один из миров света. Всего таких миров пять, и они имеют соответствие уровням пророчества, a земная история соответствует развитию души.
Души принадлежат одному из четырёх классов:
- мудрые и праведные души попадают в высший мир и навеки соединяются с чистой формой;
- мудрые и неправедные души попадают в сферу жара;
- праведные, но невежественные души подвергаются реинкарнации;
- неправедные и невежественные души бесследно исчезают после смерти[19].

##### Человек и Израиль
Бар-Хия утверждает, что человеку назначена Богом вечная жизнь, подобно ангелам, и дана власть над всеми земными тварями; и в той мере, в какой человек исполняет своё назначение или отступает от него, он поднимается на высшую ступень или опускается на низшую, ко всем земным тварям. Авраам бар-Хия повторяет мысль Аристотеля («Этика», VII, 11): «Гораздо выше стоит тот, кто успел приучить себя пренебрегать земными страстями и жаждет только служить и поклоняться Всевышнему, чем тот, кто ещё должен бороться с похотями плоти, хотя он наконец и преодолеет их». Ибо — говорит он словами Платона («Федон») — душа в этом мире плоти находится как бы в тюрьме; животная душа жаждет земных утех и испытывает боль от их лишения. Однако только чувственные натуры нуждаются в истязании плоти ради освобождения души от оков; истинно благочестивый человек не нуждается в посте или других формах аскетизма, кроме предписанных законом.
Подобно тому как человек был выделен из всех земных тварей в качестве служителя Бога, так и израильский народ выделен из всех других народов. Три термина, которыми обозначено в книге Бытия сотворение человека, употреблены также для обозначения образования Израиля (bara=сотворил, jazar=образовал, asah=устроил; см. Ис. 43:7: синодальный перевод «… кого Я сотворил для славы Моей, образовал и устроил»).
Человек занимает четвёртую ступень иерархии , а ещё выше, на пятой ступени, стоит народ Израиля, история которого и есть главная часть человеческой истории, что позднее утверждал и Иехуда Галеви. По Аврааму бар-Хия, всё остальное человечество тоже может встать на эту ступень, если обратится к истине.

##### Благочестивые люди и законы Торы
Подобно Бахии, Авраам бар-Хия различает три разряда благочестивых людей:
1. те, которые ведут жизнь, далекую от мирских сует и посвящают себя только Богу; их очень мало, но они стоят высоко над миром;
2. те, которые принимают участие в мирских делах, но в своей жизни руководятся только божественными законами и совершенно не вмешиваются в поведение прочих людей; это — «святая, правоверная община»;
3. те, которые ведут праведную жизнь, но заботятся также о том, чтобы пороки людей, стоящих вне их круга, были наказываемы, а добродетель поощрялась; это — «царство справедливости».

Соответственно этим трём разрядам служителей Бога законы Торы также разделяются им на три группы:
1. Десять заповедей, содержащий основные законы и приспособленный к людям высшего порядка, которые, подобно Моисею, видят цель жизни только в служении Богу; эти заповеди обращены к индивиду, определяя его отношения к Богу, семье и обществу;
2. группа законов, содержащихся во второй, третьей и четвертой книгах Торы и регулирующих жизнь израильтян как святой общины, управляемой Богом (теократия) и ещё не организовавшейся в светское, военное государство;
3. законодательство Второзакония, предназначенное для народа, живущего в земледельческом государстве и осуществляющем «царство справедливости».

Однако в мессианские времена, когда злой дух исчезнет, когда чувственный человек превратится в духовного, когда страсти, порождающие ненависть и злобу между людьми, уступят место любви и богопослушанию, тогда останутся лишь заповеди Декалога, начертанные в сердцах людей. Тогда люди последних двух разрядов перейдут в первый разряд, и в мире утвердится только царство святых, божьих людей.

### Астрология
В «Свитке откровения» вычислил точный срок пришествия Мессии — в 5118 году от сотворения мира (1358). Он вычислял также астрологически время падения ислама.